# Nonthaburi Challenger III 2024
Il Nonthaburi Challenger III 2024 è stato un torneo maschile tennis professionistico. È stata la 9ª edizione del torneo, facente parte della categoria Challenger 75 nell'ambito dell'ATP Challenger Tour 2024, con un montepremi di 82 000 $. Si è giocato dal 15 al 21 gennaio 2024 sui campi in cemento del Lawn Tennis Association of Thailand di Nonthaburi, in Thailandia.

## Partecipanti

### Teste di serie
| Nazionalità | Giocatore       | Ranking* | Testa di serie |
| ----------- | --------------- | -------- | -------------- |
| Croazia     | Duje Ajduković  | 143      | 1              |
| Germania    | Benjamin Hassan | 150      | 2              |
| Giappone    | Sho Shimabukuro | 152      | 3              |
| Paesi Bassi | Gijs Brouwer    | 154      | 4              |
| Rep. Ceca   | Dalibor Svrčina | 166      | 5              |
| Ucraina     | Vitaliy Sachko  | 169      | 6              |
| Italia      | Matteo Gigante  | 172      | 7              |
| Italia      | Mattia Bellucci | 180      | 8              |

* Ranking all'8 gennaio 2024.

### Altri partecipanti
I seguenti giocatori hanno ricevuto una wild card per il tabellone principale:
- Thanapet Chanta
- Maximus Jones
- Kasidit Samrej

I seguenti giocatori sono entrati in tabellone come alternate:
- Jason Jung
- Clément Tabur

I seguenti giocatori sono passati dalle qualificazioni:
- Bai Yan
- Hong Seong-chan
- Giovanni Fonio
- Tennys Sandgren
- Arthur Weber
- Akira Santillan

Il seguente giocatore è entrato in tabellone come lucky loser:
- Nicolas Moreno de Alboran

## Punti e montepremi
| Torneo    | Torneo              | V     | F     | SF    | QF    | 2T    | 1T  | Q | Q2  | Q1  |
| Singolare | Punti               | 75    | 44    | 22    | 12    | 6     | 0   | 4 | 2   | 0   |
| Singolare | Premi in denaro ($) | 9 880 | 5 820 | 3 450 | 2 000 | 1 165 | 720 | – | 360 | 185 |
| Doppio    | Punti               | 75    | 44    | 22    | 12    | –     | 0   | – | –   | –   |
| Doppio    | Premi in denaro ($) | 4 250 | 2 450 | 1 480 | 880   | –     | 500 | – | –   | –   |

## Campioni

### Singolare
Matteo Gigante ha sconfitto in finale  Hong Seong-chan con il punteggio di 6–4, 6–1.

### Doppio
Luke Johnson /  Skander Mansouri hanno sconfitto in finale  Rithvik Choudary Bollipalli /  Niki Kaliyanda Poonacha con il punteggio di 7–5, 6–4.